# Auerodendron pauciflorum
Auerodendron pauciflorum är en brakvedsväxtart som beskrevs av A.H. Liogier. Auerodendron pauciflorum ingår i släktet Auerodendron och familjen brakvedsväxter. IUCN kategoriserar arten globalt som akut hotad. Inga underarter finns listade i Catalogue of Life.